# Acacia picachensis
Acacia picachensis é uma espécie de leguminosa do gênero Acacia, pertencente à família Fabaceae.